# Aartsbisdom Chihuahua
Het aartsbisdom Chihuahua (Latijn: Archidioecesis Chihuahuensis) is een rooms-katholiek aartsbisdom met als zetel Chihuahua, in Mexico. De aartsbisschop van Chihuahua is metropoliet van de kerkprovincie Chihuahua, waartoe ook de volgende suffragane bisdommen behoren:
- Ciudad Juárez
- Cuauhtémoc-Madera
- Nuevo Casas Grandes
- Parral
- Tarahumara

## Geschiedenis
Het aartsbisdom werd opgericht op 23 juni 1891, als het bisdom Chihuahua, uit delen van het aartsbisdom Durango, en was suffragaan aan het nieuw verheven aartsbisdom Durango. Op 22 november 1958 werd het verheven tot metropolitaan aartsbisdom.

## Parochies
Het aartsbisdom had in 2021 een oppervlakte van 53.958 km2 en telde 1.658.615 inwoners waarvan 93,3% rooms-katholiek was.

## Ordinarii

### Bisschoppen
- José de Jesús Ortíz y Rodríguez (15 juni 1893 - 16 september 1901)
- Nicolás Pérez Gavilán y Echeverría (5 maart 1902 - 3 december 1919)

### Aartsbisschoppen
- Antonio Guízar y Valencia (30 juli 1920 - 24 augustus 1969)
  - Francisco Espino Porras (hulpbisschop: 27 februari 1943 - 5 mei 1961)
  - Luis Mena Arroyo (coadjutor: 1 september 1964 - 24 augustus 1969)
- Adalberto Almeida y Merino (24 augustus 1969 - 24 juni 1991)
- José Fernández Arteaga (24 juni 1991 - 29 september 2009; coadjutor sinds 20 december 1988)
- Constancio Miranda Wechmann (29 september 2009 - heden)

Chihuahua (aartsbisdom) · Ciudad Juárez · Cuauhtémoc-Madera · Nuevo Casas Grandes · Parral · Tarahumara